# Soudce a vrah
Soudce a vrah (originální francouzský název Le Juge et l'Assassin) je francouzské psychologické filmové drama režiséra Bertranda Taverniera z roku 1976 v hlavních rolích s Michelem Galabru a Philippem Noiretem, odehrávající se ve Francii v politicky vyhroceném období konce 19. století po Dreyfusově aféře.

## Děj
Bývalý vojenský seržant Joseph Bouvier se uchází o lásku Rosy, ta jej však opakovaně odmítá. Po několika zoufalých pokusech získat si její náklonnost se Bouvier rozhodne Rosu zastřelit a pak i sebe. Oba však jako zázrakem přežívají a Bouvier je převezen do léčebného ústavu. Ze sanatoria je po čase propuštěn a tak začíná jeho dlouhá cesta napříč Francii, na které urazí stovky kilometrů, proputuje několik departmentů a během dvou let za ním zůstane celkem dvanáct zavražděných, znásilněných a zhanobených mladých dívek, výjimečně i chlapců.
Soudce Rousseau je ambiciózní úředník, posedlý pořádkem a předpisy, pořád žijící se svou matkou a tajně udržující vztah s mladou dívkou Suzanne. Když se dozví, že vrah, který už léta vraždí osamělé děti v horách celé Francie, dorazil do obvodu jeho jurisdikce, je nadšen, na základě svého přesvědčení a výpovědí přeživších svědků sestavuje portrét vraha a rozesílá jej všem francouzským prokuraturám v naději, že na jeho základě bude zločinec zadržen.
Když jednoho dne Bouvier napadne další dívku, je zatčen a jako vandrák dopraven do města k výslechu. Když jej pak spatří Rousseau, je mu okamžitě jasné, o koho jde, při výslechu na něj nastraží léčku a získává jistotu, že zadržený tulák je skutečně hledaným vrahem. Bouvier je z odhalení zpočátku zdrcen, rychle však přednese své požadavky soudci, který se nikterak netají tím, že na jeho případě, který pokládá za nejvýznamnější od Dreyfusově aféry, si chce vybudovat kariéru. Rousseau tak souhlasí s veřejným publikováním podrobností případu v několika novinách i na zorganizování vrahova interview s novináři jako výměnu za to, že Bouvier mu prozradí podrobnosti svých činů.
Po celou dobu není z Bouvierova chování zcela jasné, zda jde o blázna nebo nikoliv, a jestli je proto za své činy vůbec trestně odpovědný. Jeho chování a vyjadřování postrádá logiku a své činy odůvodňuje svou nemocí a boží vůlí. Odborný posudek i přesto (kvůli servilitě lékařů vůči soudci) potvrzuje jeho duševní zdraví a Rousseauovi se proto skutečně podaří prosadit Bouvierovu popravu. Následně je však zklamán, protože veřejnost si všimla, že nechal popravit blázna, stává se terčem pomluv a útoků a není mu udělen ani toužebně očekávaný Řád čestné legie. Zklamaný soudce odchází z města.

## Obsazení
| Michel Galabru       | Joseph Bouvier                 |
| Philippe Noiret      | soudce Rousseau                |
| Jean-Claude Brialy   | Villedieu, prokurátor          |
| Isabelle Huppertová  | Rose                           |
| Aude Landry          | Suzanne, Rosina sestra         |
| Renée Faure          | paní Rousseauová, matka soudce |
| Cécile Vassort       | Louise Lesueurová              |
| Yves Robert          | profesor Degueldre             |
| Jean-Roger Caussimon | zpěvák                         |
| Monique Chaumette    | Louisina matka                 |
| Jean-Pierre Leroux   | Radeuf                         |
| Jean Bretonnière     |                                |
| Michel Fortin        |                                |
| Daniel Russo         |                                |
| Jean-Pierre Sentier  |                                |
| François Dyrek       |                                |

## Ocenění
Ocenění
- César pro nejlepšího herce – Michel Galabru
- César pro nejlepší scénář – Jean Aurenche a Bertrand Tavernier

Nominace
- César pro nejlepší film
- César pro nejlepšího režiséra – Bertrand Tavernier
- César pro nejlepšího herce ve vedlejší roli – Jean-Claude Brialy
- César pro nejlepší hudbu – Philippe Sarde